# Свято-Михайлівський кафедральний собор (Житомир)
Михайлівський кафедральний собор — пам'ятка архітектури ХІХ століття; головний єпархіальний храм Православної церкви України у Житомирі. Зведений 1856 коштом житомирського купця Михайла Хаботіна (†1861).

## Історія
У середині XIX століття місто Житомир залишалося переважно католицьким, де було чотири ошатних костьоли. Більшість православних церков — дерев'яні; мурована Синодальна церква стояла лише на Вільському кладовищі. Бездітний меценат Михайло Хаботін 16 років добивався дозволу на ділянку на перехресті вулиць Київської і Піліпоновської, аби там збудувати першу парафіяльну муровану церкву для житомирських православних. Ця ділянка належала батьку українського історика Аполона Скальковського — Олександру Скальковському. 

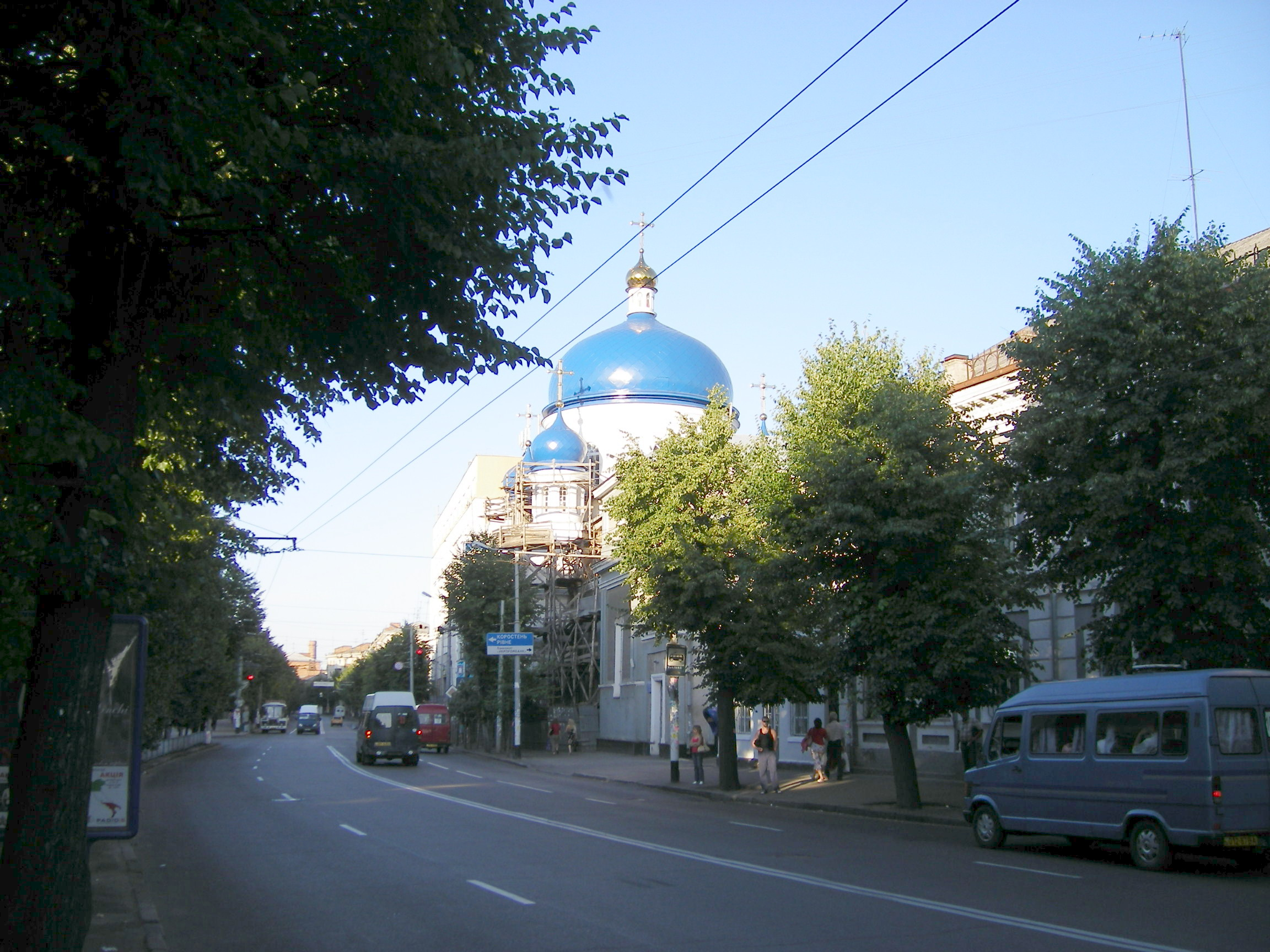
Свято-Михайлівський кафедральний собор, сучасний вигляд з вул. Київської.

Саме будівництво церкви погіршило фінансовий стан фундатора. Адже загальні витрати на храм склали величезну суму — близько 37 тисяч карбованців. Це майже вдвічі перевищувало річний бюджет Житомира, який у ті роки коливався у межах 20 — 21 тисяч карбованців. Але, незважаючи ні на що, 1856 Михайлівський собор освятили. Після смерті благодійника 1859 його поховали під вівтарною частиною церкви. 

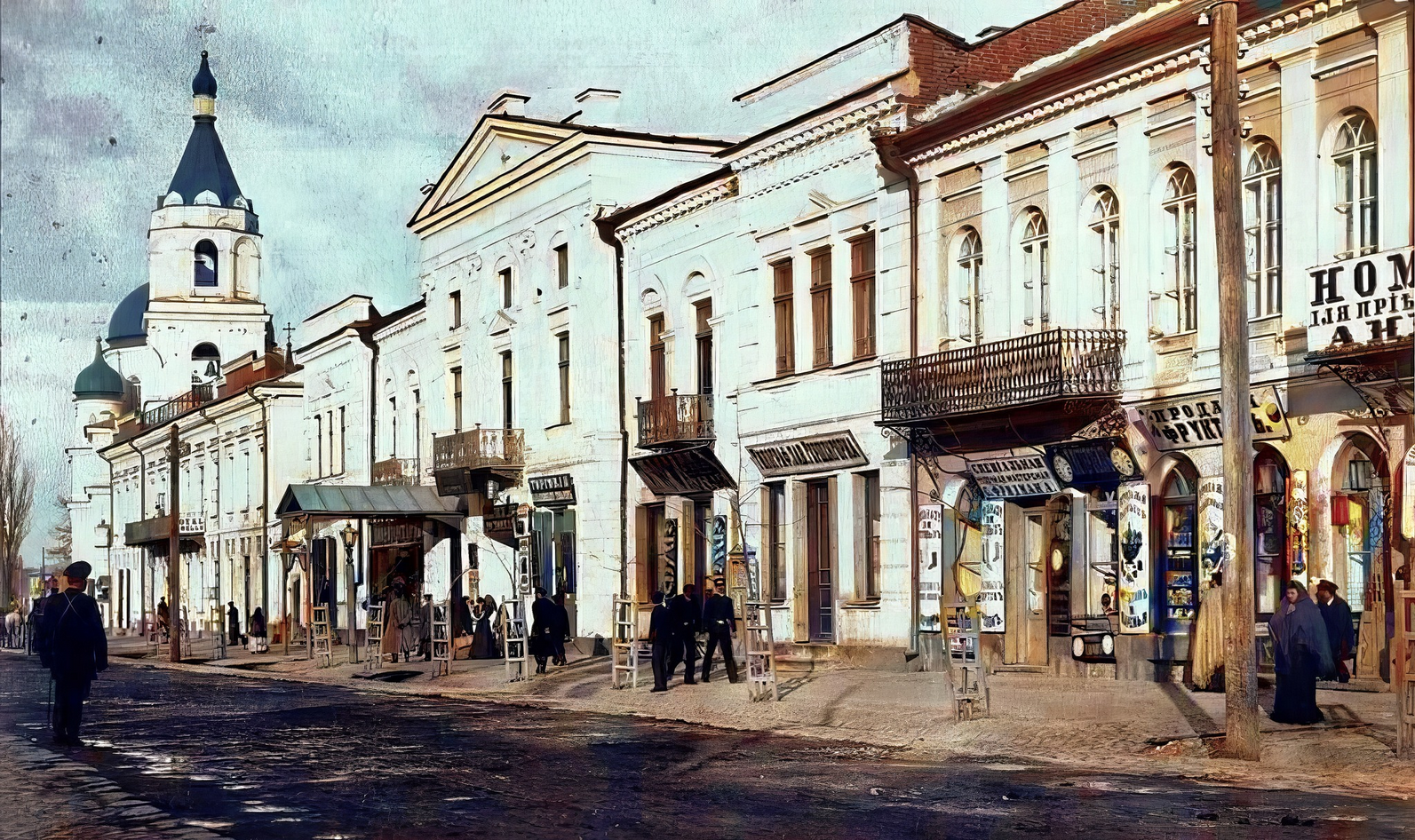
Собор на старій фотографії ще з дзвіницею.

- Перший настоятель храму — Іоан Баландович (в миру — Іван Гнатович; 1856-1861), професор, помічник ректора Волинської духовної семінарії.
- Другий настоятель — Андріан Пурієвич (1861-1867), батько видатного ботаніка Костя Пурієвича.
- Третій — Федот Храневич (1867-1884).
- Четвертий — Василь Молоденський (1884-1885).
- П'ятий — Олександр Хотовицький (1885-1895).
- Шостий — Миколай Бурчак-Абрамович (1895-1918).

1915 у Михайлівській церкві охрещений відомий піаніст Святослав Ріхтер.
Після встанволення влади УНР і до 1927 церква була у складі УАПЦ. Під приводом ремонту комуністи храм закрили, після цього будівля довгий час використовувалася під склад. 
У роки Другої світової війни німецька влада повертала храми УАПЦ — 27 липня 1941 року в Житомирі знову розпочалася богослужби. Про це повідомила місцева газета «Українське слово», повідомивши таке: «перед першою світовою війною в Житомирі було 36 церков, які за існування большовиків знищені або ужиті на інші цілі». Але Михайлівський храм був повернутий православній громаді лише 1942. 
1944 комуністи побоялися знову закривати храм, але віддали Московській патріархії. Потім викинули з церкви і московське священство — 1960 року. Тоді вдалися до традиційного комуно-вандалізму: зруйнували малі куполи храму і дзвіницю. Храм був частково перероблений під службові приміщення. Тривалий час тут знаходився обласне товариство «Знання», а згодом — театр ляльок. У підвалі склад. Тоді ж московські зайди по варварському сплюндрували могилу будівничого храму Михайла Хаботіна, ніби перенісши її на Вольське кладовище. 
Після звільнення від СССР, 21 листопада 1991, українська влада повернула приміщення храму  релігійній громаді Української православної церкви Київського Патріархату, розпочалися богослужіння. Настоятелем призначений протоієрей Богдан (Бойко). Після варварського поводження комуністів храм довелося відроджувати знову. Реконструкція триває і по сьогодні.
З періоду заснування храму на стінах собору уціліли два фрагменти іконопису, зробленого у XIX столітті.
2017 біля храму встановлено пам'ятник українському біблеїсту і просвітителю митрополиту Іларіону (Огієнку).

## Сучасність
У соборі служать 8 священиків, в неділю відправляється три божественних літургії.
У храмі діє Духовна дитяча недільна школа (з 1993 року), де навчаються близько 340 дітей віком від 6 до 16 років. Випускники недільної школи заснували Молодіжний духовно-просвітницький центр (нараховує 170 осіб у 2010 році). При церкві функціонує безкоштовна бібліотека, яка пропонує великий вибір православної літератури українських та російських видавництв. Офіційний сайт собору  [Архівовано 25 березня 2022 у Wayback Machine.]
Михайлівський кафедральний собор у Житомирі є однією з архітектурних родзинок міста. У ньому створюють розписи на трьох сотнях метрів будівлі. Розпис собору почали робити ще двадцять років тому. Як повідомив настоятель храму отець Богдан, Свято-Михайлівський собор є єдиним українським храмом, де впроваджується експериментальний український розпис на основі давніх технік.